# Sopa de chuchuka con patas de cerdo
La sopa de chuchuka con patas de cerdo es un plato tradicional de los pueblos Kichwa Otavalo de la provincia de Imbabura, en Ecuador. La chuchuka viene del maíz y es parte de su soberanía alimentaria, consumida hasta la actualidad. También es popular por su valor nutricional, porque contiene vitaminas y minerales que favorecen al metabolismo.
Aunque no se sepa con exactitud sobre su origen, es practicada y transmitida por generaciones desde épocas preincaicas. En general, la gastronomía ecuatoriana tiene influencia de los habitantes originarios de la zona y de las culturas que conquistaron sus territorios como los Incas y los españoles.

## Ingredientes
El ingrediente principal de esta sopa es la chuchuka. Se trata de un preparado a base del maíz medio maduro, llamado en Kichwa Haw, y consiste en cocinar a término medio los granos de maíz y dejarlos secar por varios días hasta que queden cristalinos, En este término, la chuchuka se la puede conservar hasta por un año. Para elaborar la sopa, además de la chuchuka, se necesita productos vegetales y cárnicos como habas tiernas, cebolla blanca picada finamente, hojas de col verde, zanahoria, patas de cerdo, manteca de cerdo, hierba buena y sal.

## Preparación
Una vez obtenida la chuchuka, ya sea de sus propias reservas, conseguidas mediante trueque o comprada en mercados de la ciudad o tiendas de la comunidad, se procede con la preparación. Una noche antes se pone la chuchuka en remojo. A la mañana siguiente, las mujeres del hogar con la ayuda de sus hijas y/o hijos muelen los granos de chuchuka, en sus molinos de piedra o molinos domésticos de hierro, en forma de trocitos como se cita a continuación: “…molemos en trozos gruesos, se pasa por un harnero (cernidor) para que se elimine el afrecho y procedemos a realizar la sopa”.
Se muele varias veces los granos, se cierne y finalmente también se muele el afrecho y el corazón de la chuchuka que se quedan en el cernidor. Esto le dará mayor consistencia a la preparación. Se agrega la chuchuka molida en una olla con agua y se deja cocinar por unos 30 minutos. Una vez que hierve, se agrega la zanahoria, las patas de cerdo, la cebolla, las habas y la porción de manteca de chancho. Unos 5 minutos antes de que esté lista, se añade la col, la hierba buena y sal. Se sirve acompañada de ají.

## Valor cultural
Es un plato tradicional apreciado por el pueblo Kichwa Otavalo y simboliza la unidad de la familia, el diálogo y la transferencia de conocimientos. Por el hecho de ser una sopa que viene del maíz, tiene un valor muy importante para las culturas andinas, porque ha estado presente en la dieta de los ecuatorianos desde la época preincaica y porque servía como moneda de intercambio.
Los Mindalaes, especialistas en el arte del comercio, intercambiaban el maíz por los productos más codiciados de la época preincaica como algodón, sal y la coca que crecían en zonas cálidas de la actual provincia de Imbabura.

## Consumo
Cualquier día es propicio para consumir la sopa de chuchuka. Sin embargo, en vista de que es muy laboriosa su preparación, actualmente las comunidades Kichwa Otavalo la preparan principalmente los fines de semana. Los meses de mayor consumo son enero, febrero, marzo y abril por ser la época de los granos tiernos.